# DSB
DSB (indtil 1948 Danske Statsbaner) er en selvstændig offentlig virksomhed, der driver persontrafik på statens jernbanenet, og som er ejet 100% af Transportministeriet. DSB blev etableret i 1885, efter staten i 1867 under navnet De jysk-fynske Statsbaner overtog det private selskab Det Danske Jernbanedriftselskab og i 1880 det ligeledes privatejede Det Sjællandske Jernbaneselskab.
Op gennem 1990'erne udskiltes og frasolgtes en række forretningsområder. DSB Busser blev til Combus, DSB Rederi blev til Scandlines, og DSB Gods blev i 2001 til Railion Denmark - det nuværende DB Cargo Scandinavia. I 1997 udskiltes jernbanenettet (infrastrukturen) i Banestyrelsen, det nuværende Banedanmark, med henblik på at liberalisere togdriften på statens jernbanenet. Stationsbygningerne ejes dog stadig af DSB. I 1999 ændredes DSB til en selvstændig offentlig virksomhed, der på en række områder er underlagt aktieselskabslovens bestemmelser og aflægger regnskab efter årsregnskabsloven. DSB ledes af en direktion, som er ansvarlig over for selskabets bestyrelse.
DSB har dagligt ca. 500.000 rejsende - heraf ca. halvdelen på det københavnske S-banenet, der betjenes af 135 elektriske togsæt. I fjerntrafikken tegner DSB's 96 IC3-togsæt og 44 elektriske IR4-togsæt sig for størstedelen af produktionen. DSB råder endvidere over 75 IC4-togsæt samt 113 lokomotivtrukne dobbeltdækkervogne til lokaltrafik.

## Historie

### 1800-tallet
Det første skridt med hensyn til at anlægge jernbane i Danmark (inkl. Hertugdømmerne Slesvig og Holsten) foretoges i 1835. Den 10. december fik en kommission til opgave at komme med forslag til at imødegå den konkurrence, der truede de danske forbindelsesruter til Tyskland fra de jernbanelinjer, som nordtyske byer og Hansestæderne havde planlagt. Som første resultat af kommissionens arbejde var anlægget af den 106 km lange Altona-Kiel-jernbane (Christian 8.'s Nordøstersø-jernbane), der åbnede den 18. september 1844.
I 1840 havde de to embedsmænd Søren Hjorth og Gustav Skram slået til lyd for at anlægge jernbaner; først og fremmest en jernbane fra København til Roskilde. Den 25. maj 1844 fik Industriforeningen i København koncession for 100 år på denne strækning, der allerede den 2. juli 1844 overgik til et privat aktieselskab, "Det Sjællandske Jernbaneselskab". Den 27. juni 1847 åbnedes for offentlig trafik på den 30 km lange strækning, der således var den første jernbane i selve kongeriget. Den (27. april 1856) åbnede den forlængede jernbane, Vestbanen, fra Roskilde til Korsør. Københavns første banegård lå uden for voldene syd for Vesterbrogade, omtrent hvor den nuværende Hovedbanegård ligger. Den 14. oktober 1864 blev en ny banegård taget i brug nord for Vesterbrogade, omtrent hvor Palads ligger i dag, efter strækningen København-Klampenborg åbnede den 22. juli 1863 og Nordbanen den 9. juli 1864.
Den 10. marts 1861 byggedes den første jernbane i Jylland mellem Aarhus og Randers (åbnet 3. september 1862). På Fyn mellem Nyborg og Middelfart åbnede (Dronning Louises Jernbane den 7. september 1865), der sammen med strækningerne Langå-Viborg-Skive-Struer-Holstebro, Fredericia-Vamdrup og Middelfart-Strib blev drevet af "Det Danske Jærnbane-Driftsselskab", indtil staten den 1. september 1867 i henhold til loven af 14. marts 1867 overtog dem. Disse må dermed betragtes som Danmarks første statsbaner. Deres samlede længde udgjorde da 301,3 km. Mens jernbanenettet i Danmark hidtil var udbygget ret langsomt, tog det nu mere fart både for statsbanernes og for privatbanernes vedkommende.
Den 1. januar 1870 omfattede det danske statsbanenet 494 km. Den første dampfærgeforbindelse mellem Fredericia og Strib - og dermed i statsbane-regi - etableredes den 19. marts 1872, og jernbanebroen over Limfjorden mellem Aalborg og Nørresundby åbnede den 7. januar 1879. Den 1. januar 1880 overgik hovedlinjerne på Sjælland - der hidtil havde hørt under det sjællandske jernbaneselskab - til statsdrift, således at DSB's samlede strækningslængde forøgedes til 1.230 km. I de følgende år gik statens bestræbelser navnlig ud på at forbedre forbindelserne mellem de enkelte landsdele, hvilket resulterede i etableringen af færgeforbindelserne: Korsør-Nyborg, Oddesund Syd-Nord og Masnedø-Orehoved den (15. januar 1884). Samtidig toges Masnedsundbroen i brug, og hertil kom senere Sallingsundoverfarten (Glyngøre-Nykøbing Mors).
DSB opstod i 1885, efter at staten allerede i 1880 havde overtaget driften af det privatejede Det Sjællandske Jernbaneselskab. Allerede i 1867 havde man under navnet De jysk-fynske Statsbaner overtaget det private selskab Det Danske Jernbanedriftselskab, der havde alvorlige økonomiske problemer. Fra 1880 til 1885 blev selskaberne drevet hver for sig.
De ændrede trafikforhold i Nordtyskland øgede behovet for en direkte vognforbindelse med Sverige og Norge. Den 10. marts 1892 åbnedes den første dampfærgeforbindelse (Helsingør-Helsingborg) mellem Danmark og Sverige, hvortil senere Kystbanen den (2. august 1897) sluttede sig, og den 7. oktober 1895 fulgte København-Malmö-overfarten efter. Sidstnævnte overfart blev fra den 16. august 1900 drevet i fællesskab med de svenske statsbaner.

### 1900-tallet
Efter at staten den 1. januar 1893 overtog privatbanestrækningen Orehoved-Gedser, etableredes endvidere fra den 1. oktober 1903 en dampfærgefart mellem Gedser og Warnemünde sammen med den mecklenburgske »Friedrich-Franz«-jernbane, hvor det tyske selskab »Deutsch-Nordischer Lloyd« i Mecklenburg hidtil havde drevet en daglig dampskibsforbindelse.
Ved loven af 29. marts 1904 blev der givet bevilling til Københavns ny personhovedbanegård (åbnet 1. december 1911) og forskellige strækninger i og ved København. Desuden vedtoges ved Lov om nye jernbaneanlæg m.v. af 27. maj 1908 en række store jernbaneanlæg, der forøgede statsbanenettets længde betydeligt, således at DSB's samlede jernbanenet den 1. april 1914 udgjorde 1999,8 km. Dampfærgeoverfarterne udgjorde tilsammen 120 km; hertil kom sejladsen mellem Kalundborg og Aarhus (89 km, overtaget fra Det forenede Dampskibsselskab den 1. september 1914), og endelig havde DSB siden den 1. april 1883 haft dampskibe i en fast nattur mellem Korsør og Kiel (133 km).
DSB gik ind i rutebilsdrift i 1932.
Inden Lillebæltsbroen etableredes, varede en togrejse fra København til fx Aarhus mindst 8 timer og 20 minutter heraf en del med færge. Undervejs skulle de rejsende skifte fra tog til færge i Korsør, fra færge til tog i Nyborg, til færge igen i Strib for så at ankomme til Fredericia færgehavn, hvor der var 250-300 meter op til banegården og toget til Aarhus. Da Lillebæltsbroen åbnede, og lyntogene indførtes i 1935, revolutionerede det trafikken i Danmark. Nu kunne man rejse mellem hovedstaden og Jylland og tilbage igen samme dag uden at skulle skifte tog ved Storebælt og Lillebælt, eftersom lyntogene kørte direkte om bord på Storebæltsfærgerne.
I 1970 blev Povl Hjelt generaldirektør i DSB, og med ham gennemførtes en gennemgribende ansigtsløftning af DSB i 1972, hvor de vinrøde (brune) lokomotiver og vogne afløstes af et nyt, radikalt postkasserødt design. Med sommerkøreplanen i 1974 indførtes InterCity-tog, der mellem København og Aarhus afgik hver time på faste minuttal InterCitytogene kørte - som lyntogene - om bord på Storebæltsfærgerne. Det var første gang, køreplanens grundstruktur ændredes grundlæggende siden Lillebæltsbroen åbnede.
Op gennem 1990'erne blev en række forretningsområder udskilt og frasolgt. DSB Busser blev til Combus, DSB Rederi blev til Scandlines, og DSB Gods blev i 2001 til Railion Denmark (nu DB Schenker Rail Scandinavia).
Den 1. januar 1997 udskiltes jernbanenettet (infrastrukturen) i Banestyrelsen, det nuværende Banedanmark, med henblik at liberalisere togdriften på statens banenet. Stationsbygninger ejes dog stadig af DSB, men derudover har DSB ikke længere noget med infrastrukturen at gøre.
I 1997 reduceredes rejsetiderne mellem landsdelene yderligere, da Storebæltsforbindelsen åbnede og hastigheden på dele af hovedstrækningerne i 1998 kunne øges til 180 km/t. På efterårsferiens store udrejsedag i 1997 sattes ny passagerrekord over Storebælt, da 30.900 passagerer krydsede bæltet med tog.
I 1998 åbnede Kastrupbanen mellem København H og Københavns Lufthavn, og det var nu muligt at rejse fra Københavns centrum til lufthavnen på 13 minutter.
Den 30. april 1998 præsenterede DSB's nye logo, sloganet 'lige til' og den kundevendte vision 'Rejse med omtanke'. Ifølge visionen ville DSB gennem nærvær, fokus og handlekraft vise omverdenen, hvordan bæredygtige kollektive rejseformer kunne gøres til kundernes naturlige valg.
Pressemeddelelser: DSB's røde tråd er nu grøn | DSB.dk Den 16. februar 2009
Den 1. januar 1999 ændredes DSB til en selvstændig, offentlig virksomhed, der på en række områder er underlagt aktieselskabslovens bestemmelser og aflægger regnskab efter årsregnskabsloven. DSB ledes i det daglige af en direktion, som er ansvarlig over for en bestyrelse. DSB S-tog blev samtidig udskilt som aktieselskab 100 % ejet af DSB og i det daglige en almindelig del af DSB.

### 2000-
2000'erne
Den 1. juli 2000 åbnede Øresundsforbindelsen.
Fra 2002 til 2010 hævede den tidligere VK-regering i alt 5,7 mia. kr. i udbytte hos DSB, hvilket i 2012 kritiseredes af SR-regeringen for at have skadet servicen over for DSB's kunder. Ifølge den tidligere transportminister Lars Barfoed (K) investerede VK-regeringen netto flere penge i trafik end de midler, der blev taget fra DSB.
Den 16. februar 2009 skiftede DSB's vingehjul-logoet's farve fra mørkeblå til grøn, og introducerede et nyt slogan 'kom med'. I samme tid åbnede DSB's Facebook- og Twitter-profiler.
2010'erne
I 2013 solgte DSB sit hovedsæde siden 1928 i den tidligere Sølvgades Kaserne i København og samlede i sommeren 2013 størstedelen af de administrative aktiviteter i Hovedstadsområdet i et domicil i Telegade 2 i Høje Taastrup.
I september 2013 åbnede Instagram-profilen dsb.dk, og i september 2014 havde DSB 2100 følgere.
Som afløser for det stiliserede vingehjul præsenterede DSB i september 2014 et nyt sekskantet logo designet af Kontrapunkt og inspireret af de sekskantede skilte ved de københavnske S-togsstationer. Ifølge DSB skulle det nye logo understøtte DSB's arbejde hen mod en mere enkel og samlet virksomhed med fokus på kerneforretningen togdrift.
I juni 2015 udvidede DSB adgangen til internettet, så det blev gratis for alle rejsende i IC3, IC4 og IR4 uanset hvor i landet, togene kører. Hidtil havde der kun været internetadgang på strækningen mellem Aalborg og København. Samtidig opgraderedes forbindelsen fra 3G til 4G.
Fra august 2015 nedsatte DSB og Arriva varslingstiden fra 48 til 24 timer for ældre og handicappede, der ønsker assistance til at komme med toget. Samtidig udvidede DSB åbningstiden på telefoniske bestillinger fra kl. 8-15 til kl. 7-18, og det blev muligt at modtage assistance i alle døgnets timer, der kører tog i stedet for som hidtil kl. 6-24. Fra august 2016 forventer DSB at sænke varslingen til 12 timer.
Fra den 17. august 2015 blev det i DSB's app muligt at betale togbilletter med MobilePay.
I oktober 2015 tiltrådte Jürgen Müller, tidl. partner i McKinsey & Company i Tyskland og i Sverige, en nyoprettet stilling som programdirektør for indkøb af tog.
I februar 2016 blev det muligt at købe DSB's 10-turs klippekort i DSB’s app til rejser på alle fjern- og regionaltogsstrækninger inkl. Bornholm. I februar indgik DSB samarbejde med Mofibo om adgang til e-bøger og lydbøger på togturen.
I 2018 fyrede DSB 100 medarbejdere og en kommunikationsdirektør.
DSB betjener i dag alle danske hovedbaner, forskellige sidebaner og S-banen.

## Nøgletal
I 2003 solgte DSB 156,9 mio. rejser og havde en samlet omsætning på 9,9 mia. kroner. Ifølge DSB's årsregnskabsmeddelelse 2006 havde koncernen et samlet resultat før skat på 1.008 mio kr., hvilket var 15 mio. kr. bedre end i 2005. Forbedringen skyldtes bl.a. øgede passagerindtægter. Til trods for infrastrukturproblemerne steg passagertallet med 2,8 mio. rejsende sammenlignet med 2005. Nettoomsætningen steg i 2006 med 127 mio. kr. til 9.534 mio. kr. (9.407 mio. kr.) Stigningen i passagertallet kunne primært henføres til rejser i Østdanmark især på Kystbanen og togtrafikken over Øresund. Godt halvdelen af DSBs indtægter sker som kontraktbetaling fra staten.
I 2012 solgte DSB 182 mio. togrejser og omsatte for 11,1 mia. kr. Antallet af medarbejdere reduceredes fra 9615 ultimo 2011 til 8379 ultimo 2012.
I 2013 øgedes antallet af solgte togrejser med 2,5 mio. til i alt 185 mio.
Efter 1. kvartal 2014 havde DSB et overskud på 144 mio. kr. før skat.
I 2014 set over hele året øgedes antallet af solgte rejser med 5 mio. til i alt 190 mio. Antallet af fuldtidsbeskæftigede medarbejdere reduceredes fra 7807 ultimo 2013 til 7351 ultimo 2014.
I 2015 øgedes antallet af rejser til 191,9 mio. Resultatet var på niveau med 2014. Kundevæksten var 2 % båret af S-tog og regionaltog. På trods af kundevæksten var der færre indtægter fra passagerer primært som følge af sporarbejder på Vestfyn og dermed færre rejser mellem landsdelene. Ifølge DSB's togdriftsanalyse gav lyntog og IC-tog mellem København og Aarhus overskud før kontraktbetaling i 2015, hvilket også var tilfældet for S-tog. De øvrige strækninger krævede kontraktbetaling og overført overskud fra de overskudsgivende strækninger.
I 2016 blev DSB’s resultat før skat et minus på 2.193 mio. kr. som konsekvens af nedskrivningerne af IC4- og IC2-togsættene. Korrigeret for nedskrivningerne og andre engangsforhold var DSB's overskud før skat på 381 mio. kr.
I 2017 blev resultatet før skat 274 mio. kr., og der udbetaltes udbytte til staten på 106 mio. kr. Korrigeret for poster af engangskarakter var resultatet på 548 mio. kr., hvilket var en stigning på 167 mio. kr. i forhold til 2016. Korrigeret for overdragelser af aktiviteterne på Grenaabanen og regionaltrafik i Nordjylland var nettoomsætningen i 2017 på niveau med 2016.
| Mio. kr. - Koncern          | 2008   | 2009   | 2010   | 2011   | 2012   | 2013   | 2014   | 2015   | 2016   | 2017   | 2018   | 2019   | 2020  | 2021   | 2022   | 2023   |
| --------------------------- | ------ | ------ | ------ | ------ | ------ | ------ | ------ | ------ | ------ | ------ | ------ | ------ | ----- | ------ | ------ | ------ |
| Omsætning                   | 9753   | 9768   | 9972   | 11.048 | 11.100 | 11.356 | 11.391 | 11.153 | 11.039 | 10.087 | 9.779  | 10.765 | 9.741 | 10.062 | 10.212 | 10.550 |
| Omkostninger                |        |        |        |        |        |        |        |        |        | -9.831 | -9.353 |        |       |        |        |        |
| Resultat før skat           | 737    | 456    | -555   | -862   | 115    | 386    | 670    | 580    | -2.193 | 274    | 568    | -1.641 | -105  | 805    | 229    | 425    |
| Resultat                    | 555    | 338    | -577   | -698   | 50     | 483    | 482    | 446    | -1.704 | 211    | -118   | -1.176 | -57   | 623    | 257    | 320    |
| Aktiver (balancesum)        | 24.584 | 25.692 | 25.907 | 24.703 | 24.500 | 23.509 | 21.949 | 20.369 | 16.534 | 16.305 |        |        |       |        |        |        |
| Egenkapital                 | 7320   | 7322   | 6584   | 5083   | 5050   | 5917   | 6301   | 6931   | 5338   | 5497   |        |        |       |        |        |        |
| Antal medarbejdere (ultimo) | 9283   | 9318   | 9526   | 9615   | 8379   | 7807   | 7351   | 7302   | 7239   | 7132   |        |        |       |        |        |        |

### Rettidighed og pålidelighed
I trafikkontrakten mellem Transportministeriet og DSB gældende fra 2005 til 2014 defineredes rettidigheden som det relative antal tog, der er ankommet ved perron inden for kontraktens krav på maksimalt 5 minutter og 59 sekunders forsinkelse for Fjern- & Regionaltog, 2 min. og 29 sek. for S-tog og 4 min. og 59 sek. for DSB Øresund.
| Rettidighed (%)             | 2013 | 2014 |
| --------------------------- | ---- | ---- |
| Fjern- & Regionaltog (5:59) | 92,9 | 94,1 |
| S-tog (2:29)                | 96,7 | 97,3 |
| DSB Øresund (4:59)          | 90,5 | 90,2 |

Med trafikkontrakten gældende fra 2015 til 2024 indførtes fra 2015 et fælles rettidighedsmål på 2 minutter og 59 sekunder, der var en skærpelse for Fjern- & Regionaltog og Øresund. Tal for 2014 er medtaget for sammenlignelighedens skyld. Fra og med 2016 er Øresund (Kystbanen og Kastrupbanen) inkluderet i Fjern- & Regionaltog.
| Kunderettidighed (%) (2:59) | 2014 | 2015 |
| --------------------------- | ---- | ---- |
| Fjern- & Regionaltog        | 82,6 | 78,5 |
| S-tog                       | 93,6 | 95,0 |
| DSB Øresund                 | 79,6 | 76,6 |

Pålidelighed defineres som hvor stor en del af de planlagte afgange, der er afviklet.
| Pålidelighed (%)     | 2013 | 2014 |
| -------------------- | ---- | ---- |
| Fjern- & Regionaltog | 98,4 | 99,0 |
| S-tog                | 97,5 | 98,2 |
| DSB Øresund          | 97,2 | 94,7 |

### Omdømme
DSB's overordnede omdømme faldt i 2010-2013. I 2014 var det fortsat på et lavt niveau, men der sås en positiv udvikling blandt såvel brugere af DSB som ikke-brugere.
I 2012 kaldte daværende transportminister Henrik Dam Kristensen (S) DSB's dårlige image et problem for landets transportpolitik: »Noget af det er selvforskyldt, og andet bliver måske forstærket undervejs. Der er kun én ting at svare, og det er, at vi må gøre det bedre.« DSB's daværende kommercielle direktør, Mogens Jønck, forklarede det dårlige omdømme med de mange negative historier om DSB i medierne: »Den performance vi har lavet, når det kommer til ledelse - fx IC4- og DSBFirst-sagen - har ikke været positiv for vores image.«
Ifølge en række trafikforskere truer DSB's dårlige omdømme Folketingets erklærede mål om, at DSB skal bære hovedparten af trafikvæksten i de kommende år og fordoble markedsandelen fra ti til 20 % i 2030.
Omdømmet steg fra indeks 47 i 2013 til 50 i 2014. Ifølge DSB var det i 2014 formentlig den forbedrede økonomi og togrettidighed, der slog igennem på omdømmet. DSB vurderer, at produkter og services er den væsentligste drivkraft til at forbedre omdømmet. Ifølge DSB vil løbende prisstigninger og strømlining af billetter og services begrænse mulighederne for at udvikle disse områder, og samtidig forventes de kommende års ombygning og elektrificering af jernbanenettet at sætte rettidighed og pålidelighed og dermed omdømmet under pres.
| Omdømme (RepTrak)                    | 2011 | 2012 | 2013 | 2014 | 2015 |
| ------------------------------------ | ---- | ---- | ---- | ---- | ---- |
| Brugere af Fjern- & Regionaltog      | 52,6 | 52,1 | 49,1 | 51,1 | 51,5 |
| Brugere af S-tog                     | 59,8 | 58,2 | 55,3 | 56,1 | 59,1 |
| Ikke-brugere af Fjern- & Regionaltog | 48,2 | 43,5 | 39,2 | 46,0 | 43,6 |

## Organisering
DSB ledes af administrerende direktør Flemming Jensen. I 2014 bestod koncernledelsen herudover af Thomas Thellersen Børner (Økonomi), Susanne Mørch Koch (Kommerciel og Personale), Steen Schougaard Christensen (Vedligehold), Anders Egehus (Operation og Strategi) og Lars Kaspersen (Kommunikation og Branding). Peter Schütze er formand for bestyrelsen.
Pr. 1. september 2015 justeredes organisationen for at præcisere DSB’s fokus på kernevirksomheden ved at samle hovedansvaret for denne i to hovedområder: "Drift" med fokus på operation og vedligehold, og "Kommerciel" med fokus på kunder, produkter og indtægter. Foruden Flemming Jensen består koncernledelsen herefter af direktør for Økonomi, Thomas Thellersen Børner, direktør for Drift, Anders Egehus, direktør for Kommerciel, Susanne Mørch Koch, direktør for Strategi og Togmateriel, Jürgen Müller, (fra 1. oktober) og direktør for Personale og Jura, Mette Rosholm. Den 1. januar 2017 tiltrådte Jan Sigurdur Christensen som kommerciel direktør. I marts 2018 tiltrådte Per Schrøder som ny driftsdirektør.

## Medarbejdersammensætning
I starten af 2014 var 7944 medarbejdere ansat i DSB. 4104 (51,66 %) arbejdede i tog eller med salg på stationer. 72 % af de ansatte var mænd, og 28 % var kvinder.
I januar 2015 var 545 af DSB's 7603 medarbejdere af udenlandsk oprindelse. 128 af disse var efterkommere. 24 % af de 545 havde oprindelse i vestlige lande, og 76 % havde oprindelse fra ikke-vestlige lande.

## Rullende materiel
DSB's første materiel var det, der blev overtaget fra Det Danske Jernbane-Driftsselskab i 1867 og Det Sjællandske Jernbaneselskab i 1880. Siden er fulgt i tusindvis af lokomotiver, togsæt, personvogne, godsvogne og arbejdskøretøjer. Det vil gå for vidt at gå ind på dem alle sammen her, men i det følgende er nogle af de mere markante beskrevet.

### Lokomotiver og togsæt
De første dansk-konstruerede lokomotiver var "Hødur" og "Mjølner", der senere litredes Es 236 og 237. Lokomotiverne leveredes af B&W i 1871 til Det Sjællandske Jernbaneselskab, havde en maksimalt tilladt hastighed på 100 km/t og var de første danske lokomotiver med førerhus. De var 13,14 meter lange og havde en tjenestevægt på 30,7 tons. Litra Es kørte med såvel persontog som godstog på alle sjællandske strækninger, og om søndagen kørte de udflugtstog på Klampenborg-banen. Lokomotiverne overdroges til staten i 1880 og til DSB i 1885.
Mellem 1894 og 1902 anskaffedes 100 K-maskiner. Lokomotivet var en større udgave af A-maskinen, og det var beregnet til at fremføre iltog (dvs. hurtige persontog) med op til 100 km/t. Litra K var 14,82 meter langt, og tjenestevægten var 42 tons. Halvdelen af lokomotiverne ombyggedes efterfølgende med større kedler, og de sidste udrangeredes i 1960'erne. På baggrund af K-maskinerne videreudvikledes fra 1903 19 C-maskiner.
P-maskinen fra 1907, af typen "Atlantic", var det første store damplokomotiv i Danmark og regnes for et af Europas smukkeste. Det leveredes i 40 eksemplarer inkl. 7 litra PR. Maskinen var 18,51 meter lang, drivhjulet var 1,98 meter i diameter, og tjenestevægten var 69 tons. Lokomotivet var det første, der fungerede efter compound-princippet, dvs. at dampkraften først arbejdede i to indvendigt placerede højtrykscylindre og derefter i to udvendige lavtrykscylindre. Den maksimalt tilladte hastighed var 100 km/t.
Det røde MS-lyntog introduceredes i 1935 samtidig med, at Lillebæltsbroen åbnede og var DSB's første lyntog. I modsætning til andre persontog på den tid kørte lyntogene om bord på storebæltsfærgerne, og med ét slag reduceredes rejsetiden København-Aalborg fra 10 ½ til 6 ½ timer. Den maksimalt tilladte hastighed var 120 km/t. Kort tid efter indsættelsen satte et testtog dansk hastighedsrekord mellem Vigerslev og Roskilde med 162 km/t. Oprindeligt leveredes 4 trevognstogsæt (litra MS) og 4 firevognstogsæt. Det sidste tog udrangeredes i 1973. Et enkelt trevognstogsæt er bevaret.
Eksprestogsdamplokomotivet litra E af typen "Pacific" anskaffedes i 1937-1950 i 36 eksemplarer. De første 11 byggedes i 1914-16 til SJ. Lokomotivet var 21,26 meter langt, drivhjulet 1,90 meter i diameter, og tjenestevægten var 85,5 tons. Den maksimalt tilladte hastighed var 110 km/t.
Efter krigen begyndte DSB at undersøge alternativer til den dyre og ineffektive dampdrift. Valget faldt på diesellokomotivet litra MY, der leveredes i 1954-58 i 59 eksemplarer fra NoHAB i Sverige. Lokomotivets amerikanske GM-motorer viste sig at være meget økonomiske i drift. Den maksimalt tilladte hastighed var 133 km/t, og tjenestevægten var 102 tons. Mange af lokomotiverne er 60 år efter leveringen fortsat i drift ved andre jernbaneselskaber.
litra MZ fulgte i 1967 som MY’s “storebror”, der med sine seks trækkende aksler, max. 143 km/t, 3300 HK (1. og 2. levering) hhv. 3900 HK (3. og 4. levering) og tjenestevægt på 116 tons var det hidtil kraftigste lokomotiv leveret til de danske jernbaner. I perioden frem til 1978 blev der leveret i alt 61 lokomotiver af denne litra.
EA-lokomotiverne var DSB's første el-lokomotiver, og med dem påbegyndtes el-driften på Kystbanen i 1986 og i årene efter på dele af de øvrige danske hovedstrækninger. I alt 22 lokomotiver leveredes i 1984-86 og i 1992-93. Den gamle tradition med at navngive jernbanemateriel genoptoges, da EA-lokomotiverne fik navne efter danske videnskabsfolk. Lokomotiverne indkøbtes til at fremføre persontog, men nogle af dem fremførte i en periode indenlandske godstog i DB Schenker-regi og internationale nattog. I dag råder DSB ikke længere over nogle EA lokomotiver, dog er der givet et enkelt (EA3004) til Danmarks jernbanemuseum.
Fra 1990 brød IC3 og efterfølgende de elektriske IR4 med de gængse forestillinger om togdesign og togkonstruktion og markerede nye tider for jernbanen i Danmark. IC3 består af tre fast sammenkoblede vogne med højtydende dieselmotorer i to af vognene. Vognkasserne er af aluminium. Togenes førerrum kan klappes sammen, så der kan etableres fri gennemgang til øvrige togsæt. Den maksimalt tilladte hastighed er 180 km/t. Der er lagt vægt på god passagerkomfort, informationsteknologi og fleksibilitet. DSB råder over 96 IC3- og 44 IR4-togsæt.
IC4 er tiltænkt at afløse IC3 i fjerntrafikken men døjer fortsat med dårlig driftsstabilitet. De fire dieselmotorer yder i alt 3000 hk, og togene er designet til en maksimalt tilladt hastighed på 200 km/t. Vognkasserne er af aluminium, og fronten er beklædt med glasfiber. Et IC4-togsæt er 86,53 meter langt, vejer 162 tons og har 204 siddepladser. De første IC4-tog sattes i drift i 2007. 77 af de 82 IC4-togsæt forventes i drift i 2019. Der er leveret 23 togsæt af to-vognsversionen IC2, som alle blev udfaset allerede i 2016.
I august 2016 godkendte DSB's bestyrelse et beslutningsoplæg om at indkøbe 26 nye el-lokomotiver, der forventes i drift fra 2021. Med indkøbet af el-lokomotiverne tages det første skridt til at udfase de aldrende ME-diesellokomotiver og reducere afhængigheden af IC4-togsættene i fremtiden. Den 13. marts 2018 offentliggjorde DSB, at Siemens fra 2021 skal levere 26 Vectron til DSB med en option på yderligere 16. Denne option har DSB valgt at udnytte, så DSB nu vil modtage 42 stk. Der er yderligere en option på 2 stk. Siemens Vectron er litreret EB hos DSB. Lokomotiverne og de tilhørende dobbeltdækkervogne, samt EuroCity/Talgo-tog, skal vedligeholdes i et nyt værksted ved Næstved fra 2026.
Maj 2021 besluttede DSB at indkøbe mindst 100 nye Alstom-el-togsæt: Alstom Coradia Stream, i Danmark kaldet IC5, med option på yderligere 50 stk. Denne option valgte DSB at bruge i juni 2025, så der nu er en ordre på 150 el-togsæt hvoraf de første forventedes leveret sidst i 2025, og efter planen skal indsættes i drift i 2027. Udover de 50 ekstra togsæt som DSB som tilkøbt, har man fået 3 togsæt som kompensation for forsinkelsen af leveringen fra Alstom, så der i år 2030 i alt vil være 153 IC5, litra ES.[kilde mangler] DSB bygger 2 værksteder (Aarhus og København) til IC5-service. IC5-programmet har en værdi på 20 mia kr.

### S-tog
1. generation af de københavnske S-tog sattes i drift ved S-banens åbning i 1934 og bestod oprindeligt af to motorvogne og en mellemvogn. Frichs A/S leverede motorvognene, og Scandia i Randers leverede mellem- og styrevognene uden motor. Togene kørte frem til 1978, og fra 1967 - da de røde 2. generations-tog introduceredes - omtaltes de populært som de brune tog.
2. generation leveredes mellem 1967 og 1978 og var i drift fra 1967 til 2007. Togsættene blev bygget af Frichs i Århus og Scandia i Randers. Da togene sattes i drift, blev de hurtigt populære pga. deres komfort og den friske røde farve, som hidtil var forbeholdt lyntogene. Den maksimalt tilladte hastighed var 100 km/t.
3. generation kørte i perioden 1979-2006. Typen - der bestod af 4 vogne - slog aldrig igennem på trods af, at den var betydeligt mere komfortabel at rejse med end hidtidige typer af S-tog. En af årsagerne var, at togsættet ofte var fejlramt og derfor ikke var effektivt i drift. Der byggedes 4 prototypetogsæt i 1979 og 8 serietogsæt i 1986.
4. generation af S-togene findes i to udgaver – 104 togsæt á 8 vogne (litra SA) og 31 togsæt á 4 vogne (litra SE). De er i dag de eneste, der kører på S-togsnettet. Togsættene leveredes af Alstom og Siemens i 1996-2006. De er kendetegnet ved de brede vognkasser, der giver mulighed for, at tre personer kan sidde på hvert sæde. Der er gennemgang i hele togsættets længde. Den maksimalt tilladte hastighed er 120 km/t.

### Materiel i drift
Nedenfor er DSB's materiel oplistet pr. 1. januar 2022. Hvor der er sket udrangeringer eller frasalg siden leveringen, er det oprindelige antal angivet i parentes. For Øresundstog (dansk litra ET) gælder, at 34 ejes af DSB, af disse er 24 udlånt til Skånetrafikken mens de øvrige 77 (svensk litra X31K og X32K) tilhører forskellige svenske selskaber. I december blev 10 togsæt solgt og overdraget til Skånetrafikken.
| Litra        | Billede | Type                      | Max. fart | Antal        | Vogne per togsæt | Strækninger |
| Litra        | Billede | Type                      | km/t      | Antal        | Vogne per togsæt | Strækninger |
| ------------ | ------- | ------------------------- | --------- | ------------ | ---------------- | --- |
| Litra MF/IC3 |         | Dieseltogsæt              | 180       | 96           | 3                | København - Aarhus - Aalborg København - Kolding - Esbjerg/Sønderborg/Flensburg København - Fredericia - Herning - Struer København/Aarhus - Flensburg - Hamburg                                                                                       |
| Litra MG/IC4 |         | Dieseltogsæt              | 200       | 75 (af 82)   | 4                | København - Næstved - Nykøbing F København - Holbæk - Kalundborg København - Aarhus Aarhus - Aalborg Aarhus - Fredericia - Esbjerg |
| Litra ER/IR4 |         | Elektrisk togsæt          | 180       | 44           | 4                | (Helsingør) - København - Roskilde - Ringsted - Slagelse København - Fredericia København - Kolding - Esbjerg/Sønderborg |
| Litra ET     |         | Elektrisk togsæt          | 180       | 0 (af 111)   | 3                | Helsingør - København - Roskilde CPH-Slagelse (udenom København) Nivå - København |
| Litra EB     |         | Elektrisk lokomotiv       | 200       | 42           | -                | Helsingør - København - Roskilde - Ringsted - Slagelse Helsingør - København - Roskilde - Ringsted - Næstved (Nivå)- København- Roskilde - Ringsted - Næstved (Helsingør) - København - Roskilde - Ringsted - Slagelse (videre til Odense om fredagen) |
| Litra B      |         | Personvogn                | 160       | 62           | -                | Helsingør - København - Roskilde - Ringsted - Slagelse Nivå - København- Køge Nord- Køge- Næstved København - Holbæk - Kalundborg København - Ringsted - Vordingborg - Nykøbing Falster                                                                |
| Litra Bk     | 26      | Personvogn                | 160       | -            |                  | Helsingør - København - Roskilde - Ringsted - Slagelse Nivå - København- Køge Nord- Køge- Næstved København - Holbæk - Kalundborg København - Ringsted - Vordingborg - Nykøbing Falster                                                                |
| Litra ABs    |         | Person- og styrevogn      | 160       | 25           | -                | Helsingør - København - Roskilde - Ringsted - Slagelse Nivå - København- Køge Nord- Køge- Næstved København - Holbæk - Kalundborg København - Ringsted - Vordingborg - Nykøbing Falster                                                                |
| Litra S      |         | Salonvogn for kongehuset  | 200       | 1            | -                | Efter behov |
| Litra WRm    |         | Ledsagevogn for salonvogn | 200       | 1            | -                | Efter behov |
| Köf          |         | Rangertraktor             | 45        | 4 (af 40)    | -                | Tre til Rangering ved Belvedere, og Vognværkstedet ved Otto Bussesvej, og én ved Knorr i Aarhus |
| Litra MK     |         | Rangerlokomotiv           | 60        | 1 (af 25)    | -                | Rangering på Belvedere, København |
| Litra SA     |         | Elektrisk togsæt          | 120       | 104 (af 105) | 8                | Køge - Hillerød Høje Taastrup - Farum Frederikssund - Klampenborg Ny Ellebjerg - Hellerup |
| Litra SE     |         | Elektrisk togsæt          | 120       | 31           | 4                | Køge - Hillerød Høje Taastrup - Farum Frederikssund - Klampenborg Ny Ellebjerg - Hellerup |

### Materielplan 2030
I august 2014 afleverede DSB beslutningsoplægget "Fremtidens Tog" til Transportministeriet. Oplægget ligger i forlængelse af den politiske beslutning om Togfonden DK og beskriver grundlaget for, hvordan indkøbet af fremtidens tog til fjern- og regionaltrafikken kan gennemføres. Efter aftale med Transportministeriet præsenterer beslutningsoplægget syv materielscenarier, der vil danne basis for det samlede antal togtyper. De væsentligste overskrifter i oplægget er:
- Et behov på ca. 275 nye togsæt i 2030 fordelt på to-tre togtyper.
- En investeringspris på skønnet 20-22 mia. kr. plus risikotillæg.
- Behov for nærmere vurdering af under hvilke omstændigheder timemodellen kan realiseres.

Eftersom fremtidens tog skal være pålidelige tog - og for at undgå en ny IC4-sag - har DSB opsat en række indkøbsprincipper og processer, der skal minimere risikoen, hvilket bl.a. indebærer, at:
- Fremtidens tog skal så vidt muligt baseres på afprøvet materiel/produktplatforme.
- Der skal være en grundig prækvalifikation af leverandører.
- Hele eller dele af vedligeholdet af de nye tog skal kunne udliciteres til togleverandøren.

Ifølge beslutningsoplægget viser analyser, at timemodellen stort set kan realiseres, men at en fuld realisering kræver, at timemodeltog prioriteres frem for andre tog. Ifølge DSB kan denne prioritering have negative konsekvenser for rettidighed og kundeoplevelse i regional- og intercitytrafikken, som bør afdækkes nærmere.
Ifølge DSB er der kun begrænset forskel på køretiderne med henholdsvis højhastigheds- og fjerntog. Fjerntogenes hurtigere acceleration og passagerudveksling kompenserer delvist for, at topfarten er lavere end for højhastighedstoget. Højhastighedstog er imidlertid dyrere i anskaffelse og drift, hvilket for 58 højhastighedstog afspejler sig i en årlig total omkostningsforskel på 350-380 mio. kr. men også giver øgede billetindtægter på ca. 80 mio. kr. årligt. DSB vurderer på den baggrund, at en løsning med højhastighedstog samlet set er 300 mio. dyrere pr. år svarende til godt 10 % af den nuværende (2014) kontraktbetaling til DSB’s fjern- og regionaltrafik.
DSB kritiseredes efterfølgende af trafikforskeren Per Homann Jespersen fra RUC for at ville slække på den politisk vedtagne timemodel, fordi modellen ifølge DSB vil udløse gener på andre strækninger. Ifølge DSB kan der derfor spares millioner ved at købe langsommere tog.
DSB skrev i foråret 2021 kontrakt med franske Alstom om 100 Coradia Stream el-togsæt, og valgte i 2025 at udnytte option på yderligere 50 stk. De første af disse såkaldte IC5-tog forventes i drift i 2027.

## Trafikkontrakter
Eftersom DSB er ejet af staten, fastsætter regeringen og Folketinget de langsigtede rammer for virksomheden gennem en flerårsaftale, der siden 2005 har været af 10 års varighed.

### Trafikkontrakt 2005-2014
Den 4. marts 2004 indgik trafikminister Flemming Hansen (K) en aftale med DSB gældende fra 2005 til 2014. Kontrakten definerede blandt andet, at fjern- og regionaltog - der ankom op til 5 min. og 59 sek. senere end planlagt - var rettidige. For S-tog var kriteriet 2 min. og 29 sek. Kravet for hvor mange tog der måtte være forsinkede skærpedes løbende i kontraktperioden.

### Trafikkontrakt 2015-2024
Den 10. marts 2015 indgik regeringen, SF og Enhedslisten en aftale med DSB gældende fra 2015 til 2024.
| „ | Pendlerne efterspørger tre ting: Flere togafgange, flere siddepladser og færre forsinkelser. Vi vil jo have folk til at tage den kollektive trafik, og så mangler det da bare, at vi kan levere det. | “ |
|   | — Transportminister Magnus Heunicke (S) (10. marts 2015) |   |

#### Hovedelementer
Ifølge Transportministeriet stiller den nye kontrakt krav om flere togafgange og siddepladser, skærpede krav om tog til tiden, og den giver DSB mulighed for at købe nye el-tog:
- 10 % flere togkilometer - bl.a. flere lyntog fra 2021
- Skærpet kriterium og mål for rettidighed - 3 minutter i stedet for 6 minutter
- Nye eltog for mere end 20 mia. kr. - Til at understøtte investeringerne i Togfonden DK
- Bedre forhold for handicappede - Assistance skal bestilles 24 timer i forvejen mod tidligere 12 timer
- Analyse af fremtidig udlicitering - På sigt skal hele jernbanesektoren udliciteres

| „ | Jeg er tilhænger af udbud, men det skal gøres klogt. Derfor går der nogle år, før vi laver nye udbud – fordi vi er midt i en periode med historiske ombygninger af den danske jernbaneinfrastruktur som følge af Togfonden DK. Men endemålet er, at vi i Danmark har fuldt udbud af togtrafik. | “ |
|   | — Transportminister Magnus Heunicke (10. marts 2015) |   |

#### Reaktioner
Tekst mangler, hjælp os med at skrive teksten

## Strategiske planer

### Gode Tog til Alle (1998-)
Gode Tog til Alle fremlagdes af adm. dir. Henrik Hassenkam i januar 1998. Den bærende ide i planen var at reducere passagerernes vente- og skiftetider ved at køre oftere og udbyde flere direkte forbindelser. Planen forudsatte et massivt reinvesteringsprogram og indkøb af 150 nye togsæt. I 1999 bevilligedes de første 4 mia. kr. til planen, der skulle bruges til at udskifte regionaltogene øst for Storebælt. Yderligere en mia. til tog i almindelighed fulgte i 2000. På denne baggrund bestiltes efter et EU-udbud 83 IC4- og 23 IC2-togsæt. Planen er endnu ikke gennemført fuldt ud som følge af de forsinkede leverancer af IC2 og IC4. Den er dog gennemført på det københavnske S-togsnet, Kystbanen, Øresundsbanen, Svendborgbanen, Grenåbanen og Odderbanen. Herudover er den gennemført på materielsiden på en række sjællandske regionaltogsstrækninger i form af delvist leasede dobbeltdækkervogne og i den internationale trafik i form af lejede ICE-tog.

### Sporskifte 2010 (2008-2010)
Forandringsprogrammet Sporskifte 2010 lanceredes af adm. dir. Søren Eriksen for medarbejderne den 26. februar 2008 og udsprang af DSB's Koncernstrategi 2010 og målsætningerne fra "Det Nye DSB".
Den strategiske ambition var at udvikle DSB fra en traditionel transportvirksomhed til en moderne, kommerciel og mere effektiv servicevirksomhed med international forgrening og et godt omdømme - både hos kunder og medarbejdere. Det var målsætningen, at DSB inden udgangen af år 2010 skulle nå fire overordnede pejlemærker:
- At øge antallet af passagerer med tre procent om året.
- At reducere omkostningerne med 400 mio. kr. frem mod udgangen af år 2010.
- Firdoble antallet af internationale passagerer til 40 millioner.
- Forbedre DSB's omdømme til 60 på RepTrack-indekset.

Baggrunden for at effektivisere virksomheden for 400 mio. kr. - og dermed 1,2 mia. kr. over tre år - begrundedes i, at DSB's omkostninger lå 20-25 % højere end de bedste europæiske togvirksomheder. TV og internet i S-togene, fordelsprogrammet S-more, forsøg med gratis cykler, indførelse af sms-billetter og effektivisering af værksteder var nogle af tiltagene som følge af Sporskifte 2010.
Oprindeligt varsledes ingen fyringer som følge af effektiviseringsplanerne, men i oktober 2010 afskediges ca. 140 administrative medarbejdere i kølvandet på Sporskifte 2010.

### Sundt DSB (2012-2014)
Allerede da DSB i december 2011 offentliggjorde, at Jesper T. Lok skulle være ny administrerende direktør i DSB, lagde han ikke skjul på, at han ønskede at skabe "et sundt og effektivt DSB". I begyndelsen af 2012 sattes den strategiske plan "Sundt DSB" i værk med tre overordnede mål inden udgangen af 2014:
- Økonomi i balance - økonomien skal forbedres med 1 mia. kr.
- Tog man vil stole på - bedre rettidighed og trafikinformation
- I mål hver gang - skabe en resultatorienteret kultur

I februar 2014 konkluderede Det Miljøøkonomiske Råd, at der stadigvæk var et effektiviseringspotentiale på omkring en milliard kroner i DSB's kerneområder i Danmark - ud over de aktuelle effektiviseringer i Sundt DSB. Efterfølgende måtte miljøvismændene dog erkende, at de havde regnet forkert.

## Nyere politiske sager

### IC4 (2003-)
DSB's nye generation af lyntog og intercity-tog skulle være leveret i 2006, men først i 2013 var alle 82 togsæt overdraget til DSB. Togene var tiltænkt at afløse IC3 i fjerntrafikken, så IC3 kunne frigives til regionaltogsdrift på Sjælland. Som følge af fortsat lav driftsstabilitet besluttede DSB i 2016 at indsætte IC4 efter en minimalistisk indsættelsesplan, der indebærer, at togsættene primært indsættes i regionaltrafikken og kun i mindre grad som intercity- og lyntog. Samtidig vurderede man, at 77 af togsættene kunne være i drift i 2019, hvoraf der på en almindelig hverdag ville være ca. 40 togsæt i drift ad gangen. De resterende togsæt ville blive anvendt som drifts- og værkstedsreserve frem til 2024, hvor nye eltogsæt forventes at afløse IC4 og IC3. I 2017 skrottedes 5 hensatte IC4- og 8 IC2-togsæt. De 15 resterende IC2-togsæt blev solgt til et rumænsk togselskab.

### Søren Eriksens fyring (2011)
DSB's daværende top-chef Søren Eriksen blev fyret den 17. marts 2011 som følge af et dårligt årsregnskab for 2010 og manglede tillid. Oprindelig var fyringen ugyldig, fordi hele bestyrelsen ikke var til stede ved bestyrelsesmødet den 17. marts. Den 29. marts indkaldtes DSB's bestyrelse til et ekstraordinært bestyrelsesmøde, så formalia kunne overholdes. En uvildig advokatundersøgelse konkluderede efterfølgende, at Eriksen ikke kunne holdes juridisk ansvarlig for problemerne i DSB, og at han ikke havde misligholdt sin ansættelseskontrakt. Eriksen kritiseredes dog for ikke at have rapporteret til bestyrelsen om de økonomiske forhold i DSBFirst.

### Waterfront-sagen (2013)
Den 13. januar 2013 afslørede DR's nyhedsmagasin 21 Søndag, at DSB via kommunikationsbureauet Waterfront forsøgte at forhindre freelance-journalist Lars Abild i at skrive kritisk journalistik om DSB. Ifølge en mail-korrespondance mellem underdirektør i DSB Peder Nedergaard Nielsen og Waterfront skulle Waterfront holde Lars Abild beskæftiget med alt andet end DSB.
Den 15. januar 2013 suspenderedes Peder Nedergaard Nielsen efter et møde mellem administrerende direktør Jesper Lok, bestyrelsesformand Peter Schütze og advokatfirmaet Bruun & Hjejle.
Han afskedigedes i april 2013, da advokatundersøgelsen offentliggjordes.

## Generaldirektører og administrerende direktører
Indtil 1994 benævntes den øverste chef i DSB generaldirektør, hvorefter titlen ændredes til administrerende direktør.
- 1874-1874 Fritz Tobiesen
- 1884-1885 Peter Christopher Nørgaard
- 1885-1889 Niels Henrik Holst
- 1889-1902 I.W. Tegner
- 1902-1915 Charles Ambt
- 1915-1931 Theodor Andersen-Alstrup
- 1931-1945 P. Knutzen
- 1945-1955 Emil Terkelsen
- 1955-1970 P.E.N. Skov
- 1970-1981 Povl Hjelt
- 1981-1988 Ole Andresen
- 1988-1993 Peter Langager
- 1993-1994 Erik Elsborg (konstitueret)
- 1994-2002 Henrik Hassenkam
- 2002-2006 Keld Sengeløv
- 2006-2011 Søren Eriksen
- 2011 Klaus Pedersen (tidl. økonomidirektør, konstitueret som administrerende direktør)[88][89]
- 2011 Christian Roslev[90][91]
- 2011-2012 Jacob Kjær (konstitueret, økonomidirektør)
- 2012-2014[Nb 1] Jesper Lok[92][93]
- 2014-2015 Stig Pastwa (tidl. økonomidirektør, konstitueret som adm. dir.)
- 2015- Flemming Jensen[94][95]

## Arkitekter
Fra 1894 havde DSB en hovedarkitekt. I 1919 omdøbtes stillingen til overarkitekt.
- 1861-1892 N.P.C. Holsøe (mange bygninger dog tegnet af Thomas Arboe)
- 1891-1921 Heinrich Wenck
- 1922-1949 K.T. Seest
- 1950-1959 Sigurd Christensen
- 1959-1978 Ole Ejnar Bonding
- 1978-1984 Jens Nielsen
- 1984-1991 Hans Henrik Koch
- 1992-1997 Claus Bjarrum
- 1997-2000 Sven Felding

## Slogan
DSB har haft forskellige slogans gennem tiderne.
- Ud og se med DSB
- 1980'erne: "I toget er tiden din egen"
- 1990'erne: "Simpelt hen - og hjem"
- Ved årtusindskiftet (2000) "DSB - hvis tiden er vigtig"
- Den 20. august 2002 skiftede DSB slogan til "Lige til"[96]
- Den 10. februar 2009 blev "Kom med"[97] det nye slogan
- Den 19. september 2016 - Du kan køre med os[1][2]

## Galleri
- DSB's hovedkvarter i Høje Taastrup i januar 2014 med 1998-logoet
- Hovedindgangen i Telegade 2 i september 2014 få dage før, 2014-logoet kom til
- Hovedindgangen set forfra med 2014-logoet